# Lac du Monte Tignoso
Le petit lac du Monte Tignoso (lavu di u Monti Tignosu) est une petite pièce d'eau de Corse-du-Sud située à 1 235 m d'altitude, au voisinage de la plaine d'Ovace, sur la crête de la Cagna.

## Hydrologie
Comme la Mare d'Acqua Ciarnente, le lac du Monte Tignoso s'apparente à une mare qui est asséchée la plus grande partie de l'année.